# ال کاتیار
ال کاتیار (به اسپانیایی: El Catllar) یک شهرستان در اسپانیا است که در استان تاراگونا واقع شده‌است.

## خصوصیات
ال کاتیار ۲۶٫۴۳ کیلومترمربع مساحت و ۸۸٬۵۰۰ نفر جمعیت دارد و ۵۹ متر بالاتر از سطح دریا واقع شده‌است.